# A2 (Tunesië)

De A2 is een geplande autosnelweg in Tunesië. De snelweg zal 386 kilometer lang worden en zal Tunis verbinden met Gafsa. In 2022 ging de aanleg van start.
A1 ·
A2 ·
A3 ·
A4